# Валцуване
Валцоване или валцуване е производствен процес, при който метал, пластмаса, хартия, стъкло или друг материал променят формата си при преминаване между два вала. Процесът е възможен единствено при материали, позволяващи пластична деформация и в случай, че не са структурно променени в предходен процес.
Има два типа валцоване – плоско и профилно. При плоското валцоване крайната форма на продукта е лист (дебелина под 3 мм) или плоча (дебелина над 3 мм). При профилното валцоване крайният продукт е прът с кръгла, правоъгълна или по-сложна форма на напречното сечение.
Валцоването се класифицира и според температурата на материала. Ако металът е над своята температура на рекристализация, процесът се нарича горещо валцоване, а ако температурата му е под тази граница – студено валцоване. Горещото валцоване се прилага основно при изделия с голямо напречно сечение от твърди материали, докато студеното валцоване се прилага за материали с малко напречно сечение.
При студеното валцоване се използват и смазочни материали за намаляване на износването на валовете и триенето при процеса. В практиката почти винаги стоманата е подложена и на двата вида валцоване.